# Вікторія Гіслоп
Вікторія Гіслоп (англ. Victoria Hislop), до шлюбу Гемсон (1959, Бромлі, Кент, Англія, Велика Британія) — британська письменниця-романістка та журналістка.

## Раннє життя
Народилась Вікторія Гемсон 1959 року у Бромлі, Кент (зараз це частина Лондона). Виросла в Тонбриджі, відвідувала гімназію для дівчат. Вивчала англійську мову у коледжі Святої Гільди в Оксфорді.

## Кар'єра
Після закінчення коледжу працювала журналісткою.
Її роман «Острів» (англ. The Island) (2005), який Sunday Express назвав новою «Мандоліною капітана Кореллі», був бестселером номер один у Британії. Його успіх був результатом того, що він був обраний у серії для літнього читання Richard & Judy Book у 2006 р. За сюжетом книги був знятий телесеріал грецьким телеканалом MEGA.
У 2009 році опублікувала оповідання «Aflame in Athens» у «Ox-Tales».
Вікторія Гіслоп має особливу прихильність до Греції, часто відвідує країну з наукових досліджень та інших причин та має будинок на острові Крит.

## Особисте життя
16 квітня 1988 року в Оксфорді одружилася з редактором «Приватних очей» Яном Гіслопом. У подружжя двоє дітей — Емілі Гелен (1990 р.н.) та Вільям Девід (1993 р.н.).
Понад 20 років Вікторія Гіслоп прожила у Лондоні, а зараз живе в Сіссінгхерсті (графство Кент).

## Нагороди та премії
- 2007 – премія British Book Award у номінації «Дебют року» в Великій Британії за роман «Острів»[7]
- 2007 – премія Незалежної асоціації книготорговців August Book Sense у США за роман «Острів» [7]

## Цікаві факти
- Роман «Острів» (англ. The Island) здобув визнання не лише критики, а й аудиторії: тільки у Великій Британії було продано близько мільйона примірників, він займав перший рядок рейтингу бестселерів протягом 8 тижнів. Великий успіх книга мала в інших європейських країнах, зокрема в Греції, в Ізраїлі й США, – всього в 22 країнах світу. [7]
- Роман «Схід сонця» (2014) був написаний Вікторією Гіслоп під час її перебування на Кіпрі.

## Творчість

### Романи
- 2005 – «Острів» (англ. The Island)
- 2008 – «Повернення» (англ. The Return)
- 2011 – «Нитка» (англ. The Thread)
- 2014 – «Схід сонця» (англ. The Sunrise)
- 2016 – «Поштові листівки з Греції» (англ. Cartes Postales from Greece)
- 2019 – «Ті, кого люблять» (англ. Those Who Are Loved)

### Короткі оповідання
- 2007 - The Warmest Christmas Ever
- 2008 - One Cretan Evening
- 2008 - The Pine Tree
- 2009 - By The Fire
- 2009 - Aflame in Athens
- 2011 - One Cretan Evening and Other Stories
- 2013 - The Last Dance and Other Stories (ten stories)

### Інші твори
- 2002 - Sink or Swim: The Self-help Book for Men Who Never Read Them (з Duncan Goodhew)
- 2012 - Fix Your Life – Now!: The Six Step Plan to Help You Fix Your Life (з Duncan Goodhew)